# Albicostella marginatus
Albicostella marginatus är en insektsart som beskrevs av Alexander Fyodorovich Emeljanov 1962. Albicostella marginatus ingår i släktet Albicostella och familjen dvärgstritar. Inga underarter finns listade i Catalogue of Life.